# Toona
Toona M.Roem., 1846 è un genere di piante della famiglia Meliaceae.

## Tassonomia
Comprende le seguenti specie:
- Toona calantas Merr. & Rolfe
- Toona calcicola Rueangr., Tagane & Suddee
- Toona ciliata M.Roem.
- Toona fargesii A. Chev.
- Toona sinensis (A.Juss.) M.Roem.
- Toona sureni (Blume) Merr.